# Vedi Napoli e poi muori (film 1924)
Vedi Napoli e poi muori è un film muto italiano del 1924, diretto da Eugenio Perego. È il film di debutto di Nino Taranto.